# 斯里蘭卡
斯里兰卡民主社会主义共和国，通称斯里兰卡，1972年之前称锡兰，是一个位於南亞－印度次大陸東南方外海的島國，属于亚洲。官方語言為僧伽羅語(Sinhala，約74%的人口使用)及泰米爾語(Tamil，約18%的人口使用)。
斯里蘭卡有文獻記載的歷史可以追溯到3,000年前，史前人類住區的證據可以追溯到至少125,000年前，它擁有豐富的文化底蘊。已知最早的斯里蘭卡佛教著作，統稱為巴利經典，可追溯到公元前29年舉行的第四次佛教會議，斯里蘭卡的地理位置和深水港使其具有重要的戰略意義，從最早的古代絲綢之路貿易路線到今天的所謂海上絲綢之路。因為它的位置使它成為一個主要的貿易中心，早在阿努拉德普勒時期，遠東人和歐洲人就已經知晓它了。該國的奢侈品和香料貿易吸引了許多國家的貿易商，這有助於創造斯里蘭卡的多元化人口。在僧伽羅科特王國發生重大政治危機期間，葡萄牙人抵達斯里蘭卡（主要是偶然），然後試圖控制該島周邊海域及其利潤豐厚的對外貿易。斯里蘭卡的一部分成為葡萄牙人的屬地。僧伽羅-葡萄牙戰爭後，荷蘭人和康提王國控制了這些地區。荷蘭的屬地隨後被英國人佔領，英國人後來擴大了對整個島嶼的控制，並於1815年至1948年統治錫蘭。1948年，錫蘭成為一個自治領。1972年，名為斯里蘭卡的共和國繼承了該領土。斯里蘭卡最近的歷史被一場26年的內戰所破壞，這場內戰始於1983年，並於2009年決定性地結束，當時斯里蘭卡武裝部隊擊敗了泰米爾猛虎解放組織伊拉姆。
斯里兰卡是單一制共和國，其立法首都位於斯里賈亞瓦德納普拉科特（简称“科特”）而行政、司法首都位于科伦坡。今斯里蘭卡是大英國協的成員。

## 名称
- 斯里蘭卡梵语古名Simhalauipa，意为「驯狮人」，《漢書·地理志》称「已程不國」[註 1]。《梁書》称「獅子國」。《大唐西域記》作「僧伽羅」，即梵语古名Simhalauipa的音译。在中文裏，至今稱斯里蘭卡的主要民族為「僧伽羅人」，其語言稱「僧伽羅語」。
- 斯里蘭卡古阿拉伯语Sirandib，宋代音译为「細蘭」，明代称「錫蘭」。
- 在佛教典籍中，斯里兰卡古称「赤銅鍱」。古代传播到斯里兰卡的佛教派别以地名命名，被称为「赤銅鍱部」。这个部派是现代南传上座部佛教的始祖。《续高僧传》中称为楞枷山，梵文LANKA 之音译，为斯里兰卡岛上之主峰
- 1815年起作爲皇家殖民地由英國統治，正式名稱為「Ceylon」，漢譯“錫蘭”。此英語名稱來自葡萄牙語的「Ceilão」。
- 1948年錫蘭獨立成爲「錫蘭自治領」。
- 1972年成立「斯里蘭卡共和國」。「斯里蘭卡」名稱來自僧伽罗语，讀音/ʃɾiːˈlaŋkaː/。在斯里蘭卡的另一官方語言泰米尔语中則稱爲（ilaṅkai），讀音/iˈlaŋɡai/。「斯里蘭卡」在僧伽羅語裡義爲「美好神聖的土地」，其中的「蘭卡」實際上即為佛經中的「楞伽」(Lankā)，《楞伽經》即講述佛陀到達楞伽島教化說法。

## 历史

### 古典、中世史
公元前5世紀，僧伽羅人從印度遷移到斯里蘭卡。
公元前247年，印度孔雀王朝的阿育王派其子来岛，从此僧伽罗人摈弃婆罗门教而改信佛教。
公元前2世纪前后，南印度的泰米尔人开始迁入斯里兰卡。
311年左右，佛教從印度傳入斯里蘭卡。
从公元5世纪直至16世纪，僧伽罗王国和泰米尔王国间征战不断，直至1521年葡萄牙船队在科伦坡附近登陸。

### 殖民時期
1656年5月12日，荷蘭軍隊攻克科伦坡。
1796年2月15日，英軍占領科伦坡，荷蘭人統治時期結束。
1802年英法兩國簽訂了亞眠條約，斯里蘭卡正式為英國的殖民地。

### 近現代
1948年2月4日，斯里蘭卡正式宣布从英国獨立，成為英聯邦的自治領，定國名為錫蘭。
1972年5月22日，改國名為斯里蘭卡共和國。
1978年8月16日，新憲法頒布，改國名為斯里蘭卡民主社會主義共和國。

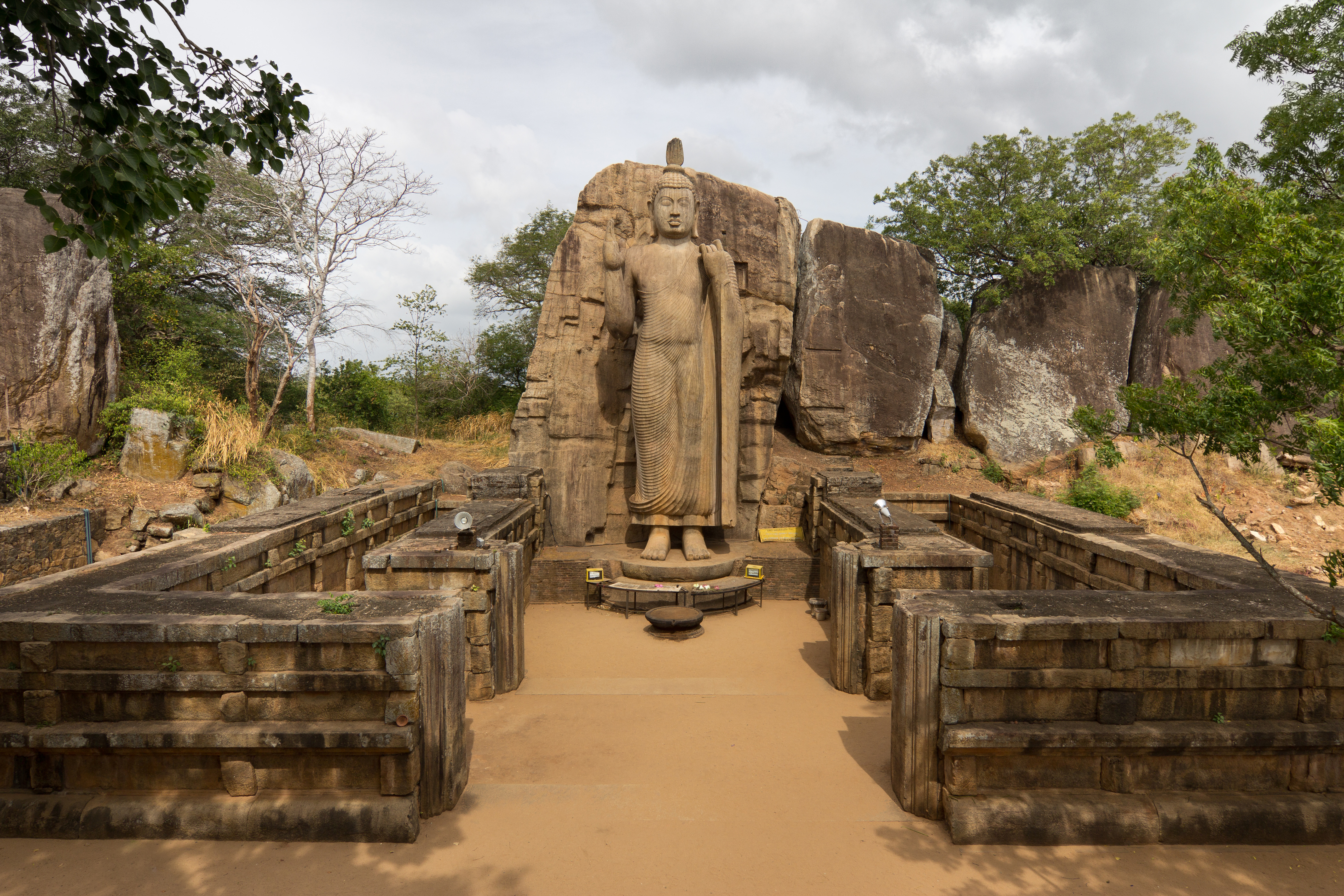
5世紀時的佛像

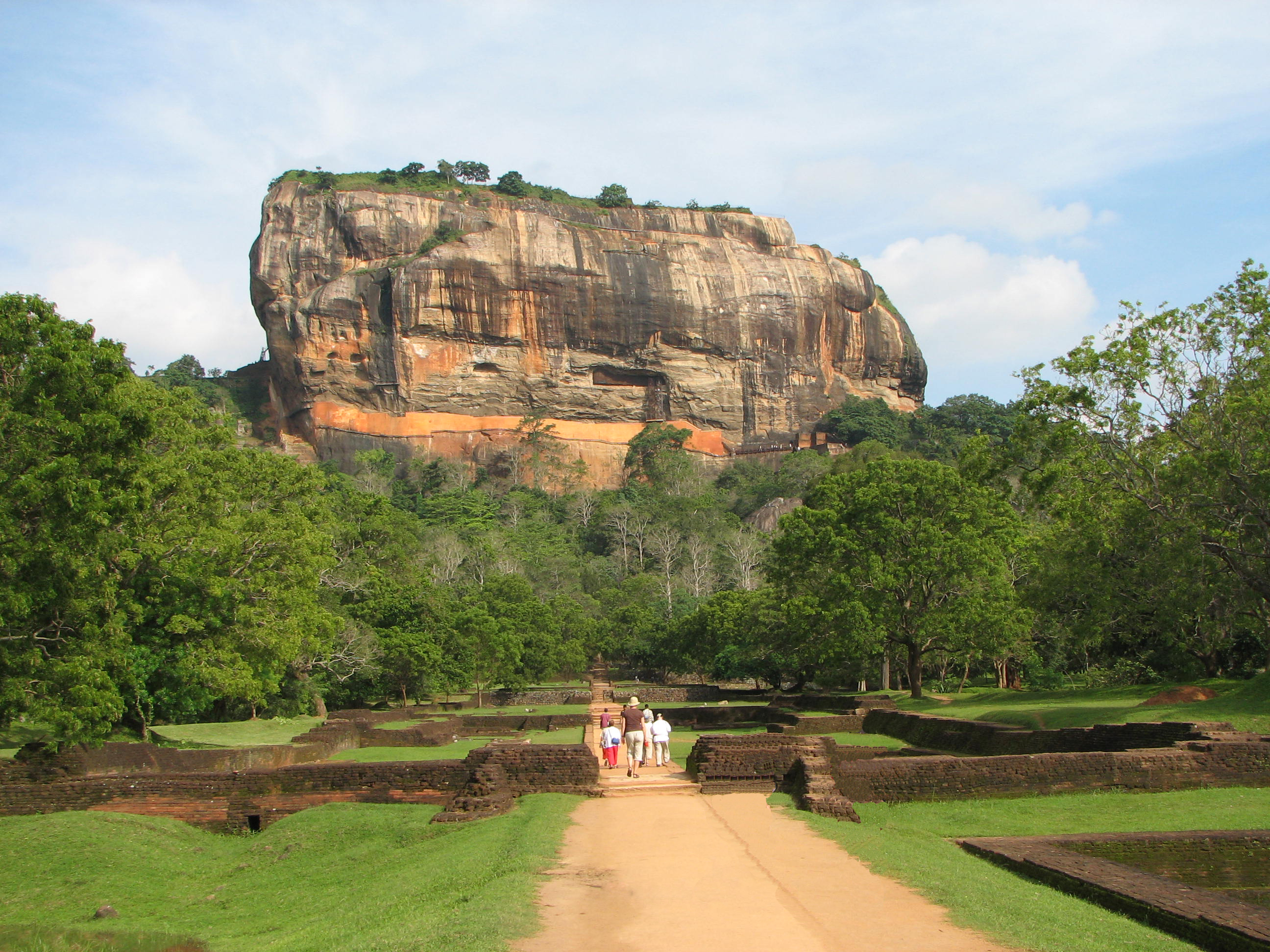
錫吉里耶世界遺產

蓮花池馬欣達·拉賈帕克薩劇院

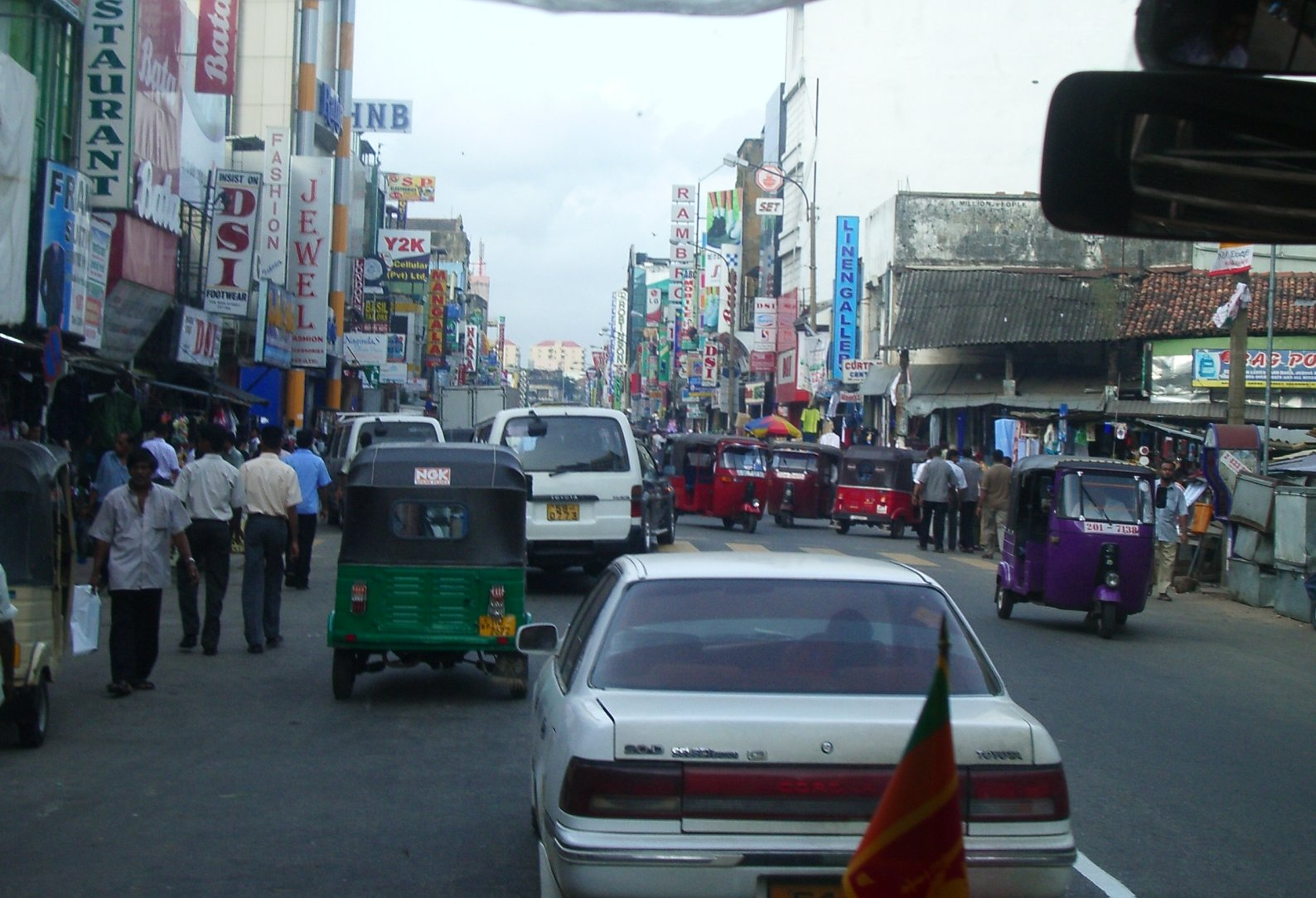
首都商業區

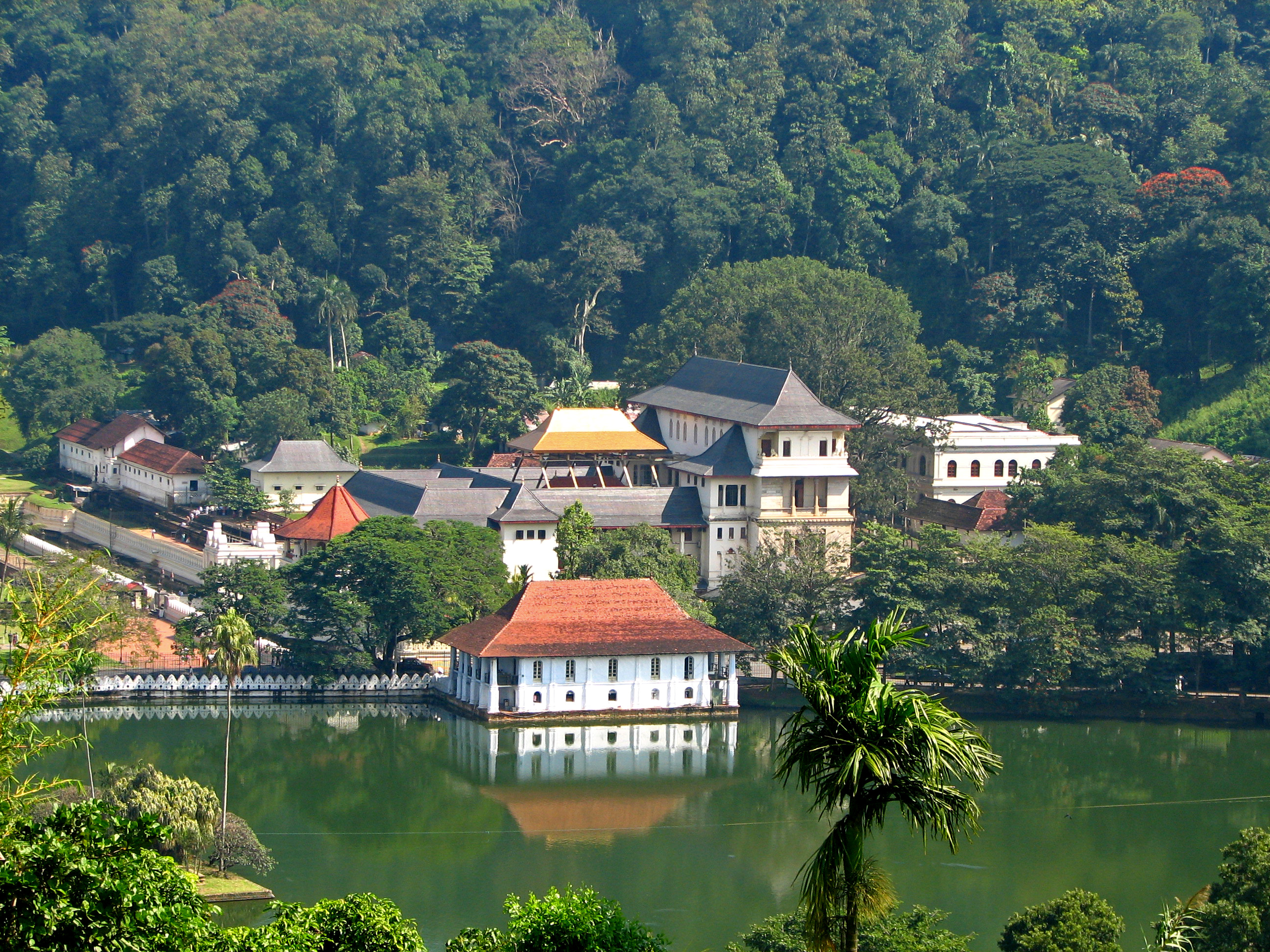
康提

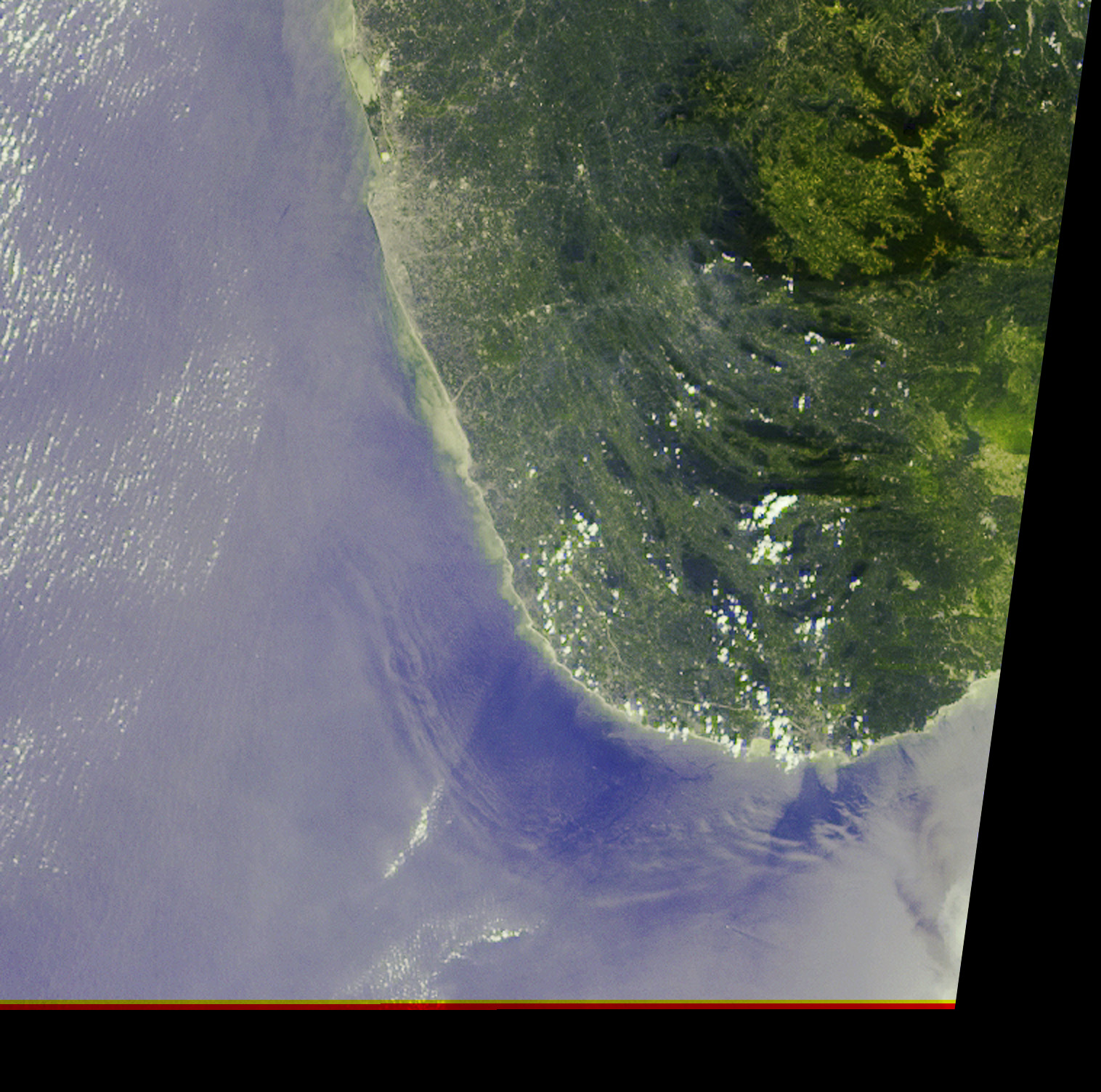
2004年印度洋大地震产生的海啸巨浪袭向斯里兰卡

#### 斯里蘭卡內戰

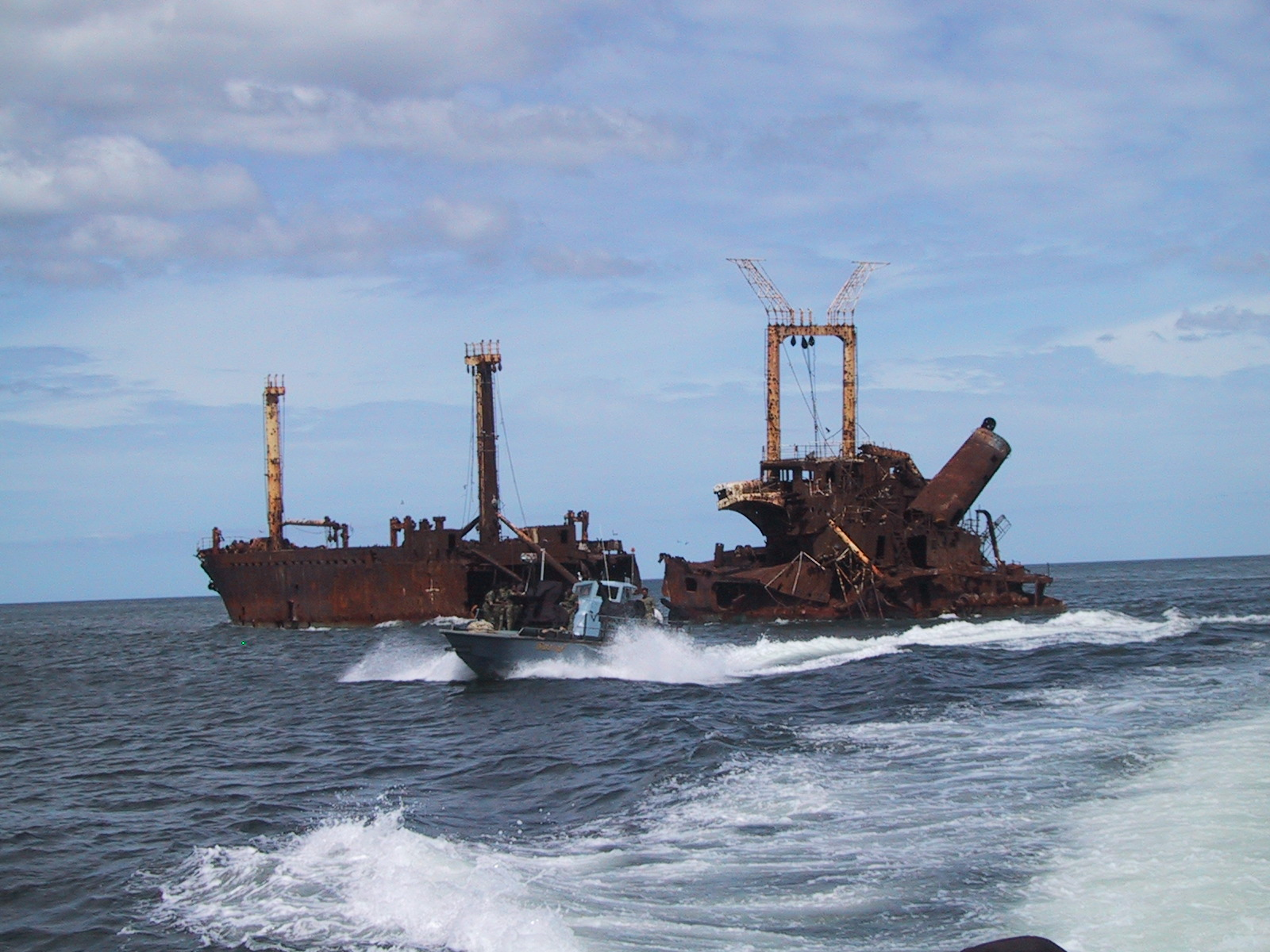
猛虎組織的海虎部隊駕駛纖維玻璃艇，襲擊行經穆萊蒂武北方海域的斯里蘭卡貨輪

1983年，由泰米尔人組成的猛虎组织以獨立建國為訴求，在普拉巴卡兰的領導下襲擊政府軍，斯里兰卡内战爆發，战事與恐攻甚至一度波及到科伦坡。印度出兵協助斯里蘭卡政府清剿猛虎组织，並迫使其签订停火协议。然而自1990年印軍撤离后，猛虎组织重新反攻，並迅速控制斯國北部广大地区，在贾夫纳半岛建立起“泰米尔政权”，此後雙方衝突造成6萬餘人喪生。
自2000年起，在挪威等國斡旋下，猛虎组织与斯里兰卡政府開始和談，在2002年2月，雙方在斯德哥尔摩签署了一份永久性的停火协议，兩方代表亦前往泰国的梭桃邑海军基地進行和谈。然而双方在此後六年先後進行了8轮直接谈判，仍未取得共識，最終該停火协议名存实亡。
2006年7月开始，斯里兰卡政府军开始向猛虎组织控制区发动大规模军事进攻，在两年多的时间里收复了约1.5万平方公里的猛虎组织控制区。2009年1月，猛虎组织的大本营基利诺奇被攻下。5月猛虎组织承认战争失败，普拉巴卡兰被擊斃，斯里蘭卡內戰结束。

#### 經濟危機與國家破產
2020年以来，因受2019冠状病毒病（COVID-19）疫情、2022年俄羅斯入侵烏克蘭、債務陷阱和国内经济政策失败等多重因素的影响，最终於2022年爆发严重的经济危机並引發大规模骚乱，同年7月5日斯里蘭卡政府宣佈國家破產，7月9日示威群眾佔領總統府，時任總統戈塔巴雅·拉賈帕克薩逃離科倫坡，隨後總理與總統均宣佈辭職。

## 地理

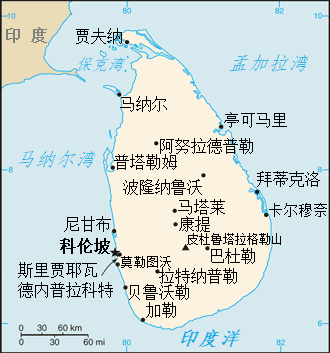
斯里蘭卡地圖
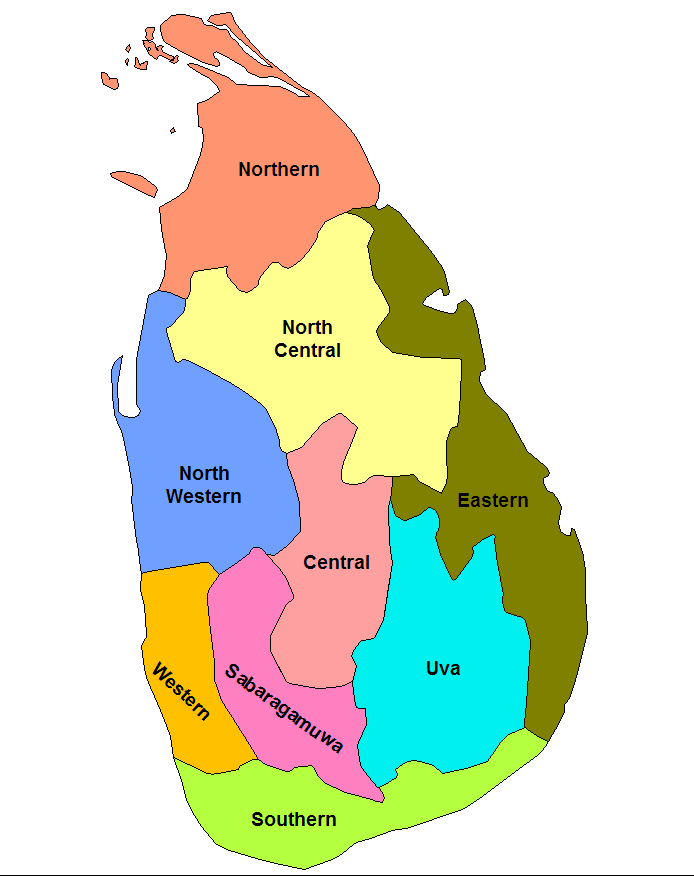
斯里蘭卡省分圖
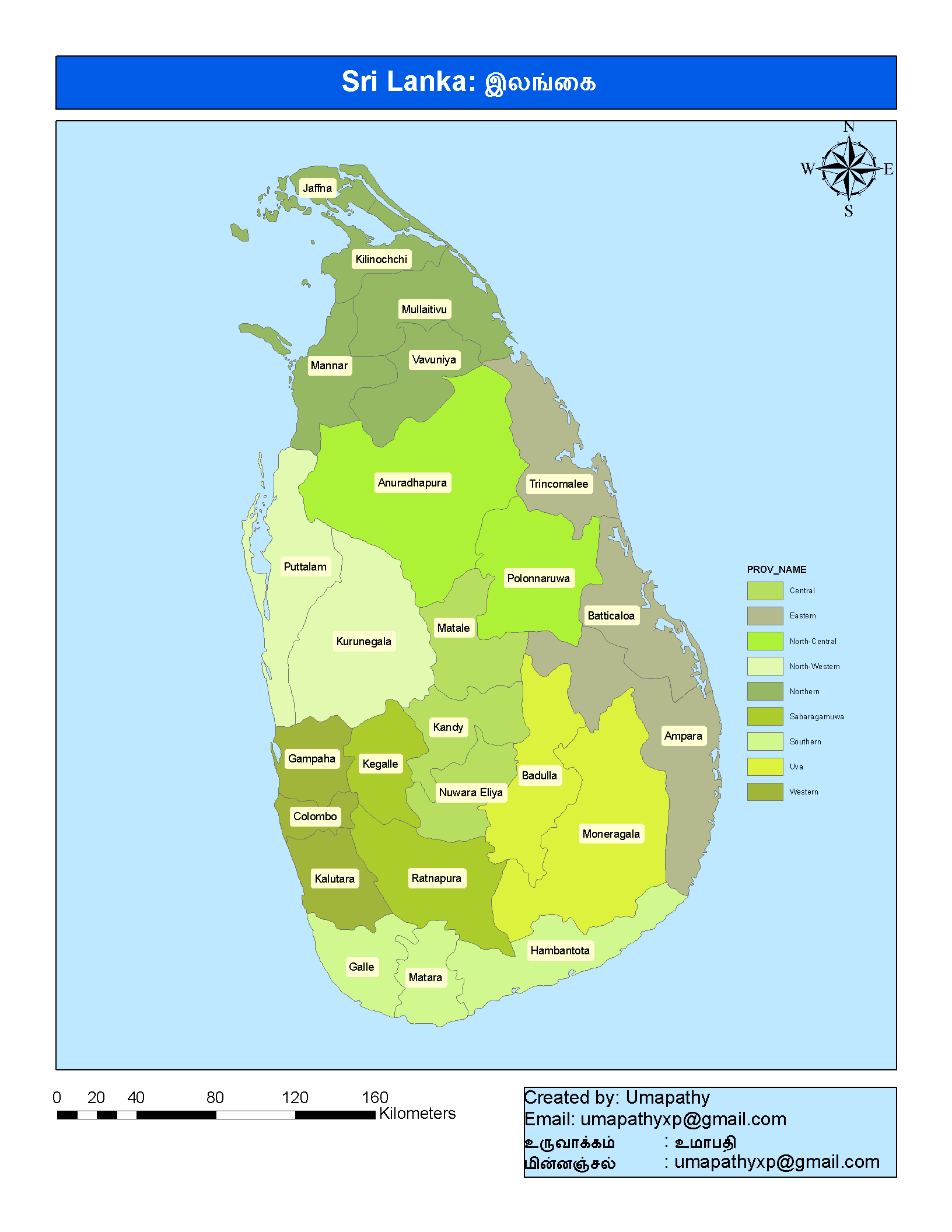
斯里蘭卡分區圖

斯里蘭卡島是梨形，又与眼泪的形状相似，因此有“印度洋之泪”的雅称。整个岛屿位于印度洋之中，東北邊是孟加拉灣；中部、南部是高原，多山地，北部和沿海是平原；有亚当峰、Pidurutalagala(直譯:皮杜魯塔拉加拉)和One Tree Hill（直譯：單樹山）。
斯里兰卡北部属热带草原气候，南部属热带雨林气候，全年炎热；西部年降雨量2,000－3,000毫米，东北部较干燥，年降雨量约1,000毫米。

## 政治
斯里蘭卡目前實行傾向總統制的雙首長制，行政權由總統和總理分享。斯里蘭卡總統是國家元首和軍隊統帥，由國民直選產生，斯里蘭卡總理是政府首腦亦是備位元首，由總統任命，總統的職權較總理大。2005年马欣达·拉贾帕克萨上任後擴大了總統權力。2010年9月，斯里蘭卡議會通過的憲法第十八修正案，取消對總統連任的限制。2015年4月28日議會通过的斯里兰卡宪法第十九修正案大幅限制了总统的权力，规定總統任期5年，最多可任两届，任命內閣官員前亦要咨詢總理意見。总统仅可在一届议会运行四年半之后有权解散议会，但解散议会需要获得议会三分之二议员支持。
斯里蘭卡議會為一院制，有議員225人，普選產生，任期6年。獨立之後的斯里蘭卡仍然是大英國協成员。

## 行政區
斯里蘭卡劃分為9個省和25个行政区：
| 省（පලාත）/區（දිස්ත්‍රි‌ක්‌ක）名稱  | COK | 人口      | 面積k㎡ | 省會和主要城市                                                      | 人口                            |
| 西部省Western              | 1   | 5,361,185 | 3,684   | 科伦坡Colombo                                                       |                                 |
| 科伦坡 Colombo             | 11  | 2,234,289 | 699     | 科伦坡 Colombo 芒特拉維尼亞Mount Lavinia 莫勒圖沃Moratuwa 科特Kotte | 642,163 209,787 177,190 115,826 |
| 加姆珀哈區Gampaha          | 12  | 2,066,096 | 1,387   | 加姆珀哈Gampaha 尼甘布Negombo                                       | 9,438 121,933                   |
| 卡盧特勒區Kalutara         | 13  | 1,060,800 | 1,598   | 卡盧特勒Kalutara                                                    | 37,081                          |
| 中央省Central              | 2   | 2,414,973 | 5,674   | 康提Kandy                                                           |                                 |
| 康提區Kandy                | 21  | 1,272,463 | 1,940   | 康提Kandy                                                           | 110,049                         |
| 馬特萊區Matale             | 22  | 442,427   | 1,993   | 馬特萊Matale                                                        | 36,352                          |
| 努沃勒埃利耶區Nuwara Eliya | 23  | 700,083   | 1,741   | 努沃勒埃利耶Nuwara Eliya                                            | 25,049                          |
| 南方省Southern             | 3   | 2,277,145 | 5,444   | 加勒Galle                                                           |                                 |
| 加勒區Galle                | 31  | 990,539   | 1,652   | 加勒Galle                                                           | 90,934                          |
| 馬特勒區Matara             | 32  | 761,236   | 1,283   | 馬特勒Matara                                                        | 42,756                          |
| 漢班托特區Hambantota       | 33  | 525,370   | 2,609   | 漢班托特Hambantota                                                  | 11,213                          |
| 北方省Northern             | 4   | 2,277,145 | 5,444   | 賈夫納Jaffna                                                        |                                 |
| 賈夫納區Jaffna             | 41  | 490,621   | 1,025   | 賈夫納Jaffna                                                        | 118,224                         |
| 基利諾奇區Kilinochchi      | 42  | 127,263   | 1,279   | 基裡諾奇Kilinochchi                                                 |                                 |
| 馬納爾區Mannar             | 43  | 151,577   | 1,996   | 馬納爾Mannar                                                        |                                 |
| 瓦武尼亞區Vavuniya         | 44  | 149,835   | 1,967   | 瓦武尼亞Vavuniya                                                    | 53,237                          |
| 穆萊蒂武區Mullathivu       | 45  | 121,667   | 2,617   | 穆萊蒂武Mullathivu                                                  |                                 |
| 東方省Eastern              | 5   | 1,415,949 | 10,472  | 亭可馬里Trincomalee                                                 |                                 |
| 拜蒂克洛區Batticaloa       | 51  | 486,447   | 2,854   | 拜蒂克洛Batticaloa                                                  | 78,480                          |
| 安帕賴區Ampara             | 52  | 589,344   | 4,415   | 安帕賴Ampara                                                        | 17,965                          |
| 亭可馬里區Trincomalee      | 53  | 340,158   | 2,727   | 亭可馬里Trincomalee                                                 | 44,313                          |
| 西北省North Western        | 6   | 2,157,711 | 7,888   | 庫魯內格勒Kurunegala                                                |                                 |
| 庫魯內格勒區Kurunegala     | 61  | 1,452,369 | 4,816   | 庫魯內格勒Kurunegala                                                | 28,337                          |
| 普塔勒姆區Puttalam         | 62  | 705,342   | 3,072   | 普塔勒姆Puttalam                                                    | 40,967                          |
| 北中省North Central        | 7   | 1,415,949 | 10,472  | 阿努拉德普勒Anuradhapura                                            |                                 |
| 阿努拉德普勒區Anuradhapura | 71  | 746,466   | 7,179   | 阿努拉德普勒Anuradhapura                                            | 56,632                          |
| 波隆纳鲁瓦区Polonnaruwa    | 72  | 359,197   | 3,293   | 波隆纳鲁瓦Polonnaruwa                                               |                                 |
| 烏沃省Uva                  | 8   | 1,170,728 | 8,500   | 巴杜勒Badulla                                                       |                                 |
| 巴杜勒區Badulla            | 81  | 774,555   | 2,861   | 巴杜勒Badulla                                                       | 40,920                          |
| 莫訥勒格勒區Monaragala     | 82  | 396,173   | 5,639   | 莫訥勒格勒Monaragala                                                |                                 |
| 薩伯勒格穆沃省Sabaragamuwa | 9   | 1,787,938 | 4,968   | 拉特納普勒Ratnapura                                                 |                                 |
| 拉特納普勒區Ratnapura      | 91  | 1,008,164 | 3,275   | 拉特納普勒Ratnapura                                                 | 46,309                          |
| 凱格勒區Kegalle            | 92  | 779,774   | 1,693   | 凱格勒Kegalle                                                       | 17,430                          |

## 經濟

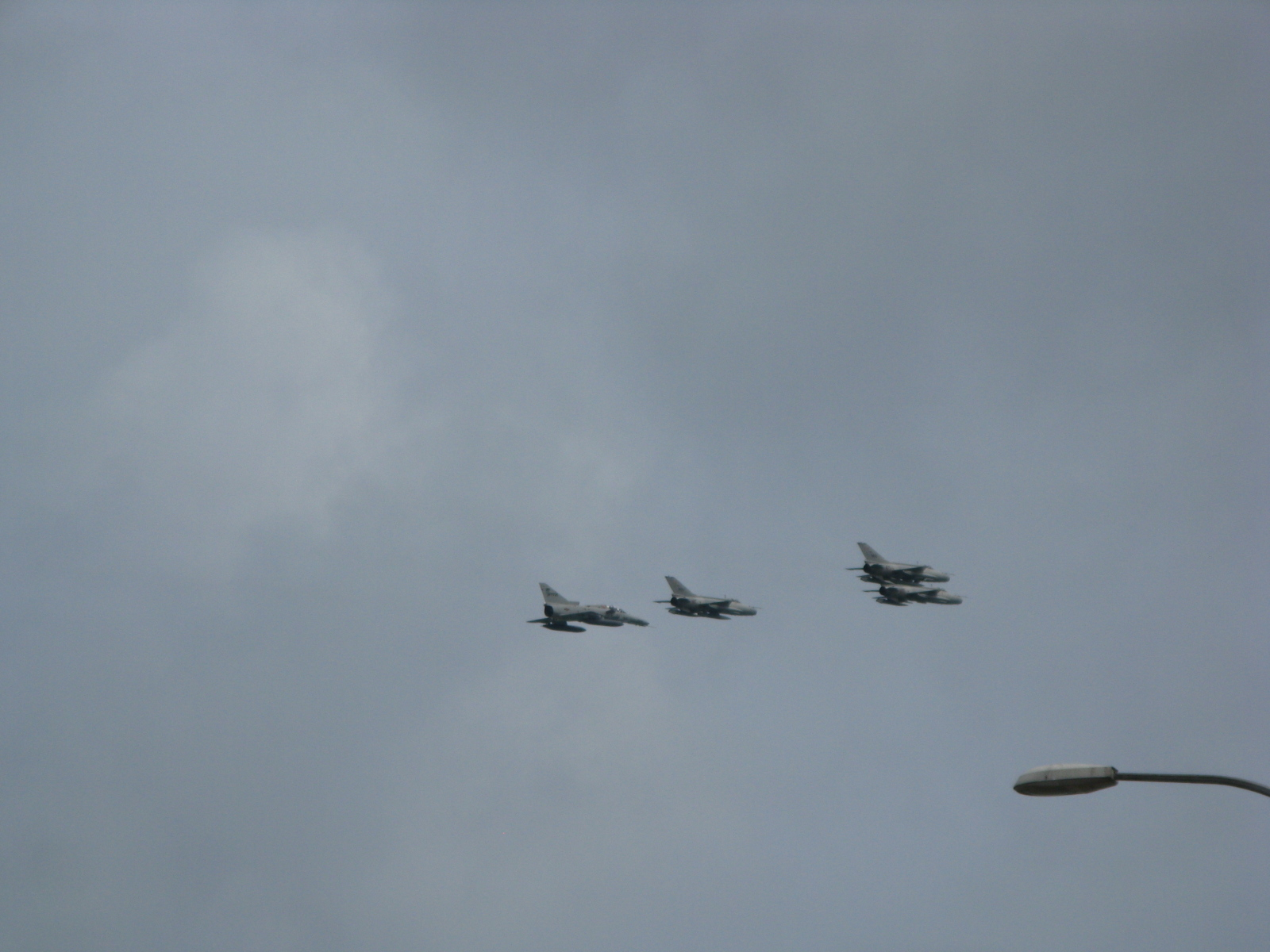
斯軍歼-7戰機

斯里蘭卡的經濟以寶石出口和農業為主，主要農產出口如稻米、橡膠、椰子、咖啡等許多熱帶地區代表性的經濟作物；而該國最重要的出口產品是錫蘭紅茶，斯里蘭卡是世界三大產茶國之一，也因此國內經濟深受產茶情況的影響。斯里蘭卡的觀光資源也相當豐富，但自2004年印度洋大地震所引起的大海嘯以來，該國的海岸線被嚴重破壞，觀光業也因此受到了一定程度的影響。
出於戰略考量中華人民共和國和斯里蘭卡長期有多種合作關係密切，中國企業投資建造的科倫坡南港國際集裝箱（貨櫃）碼頭於2013年啟用，更早的2008年斯里蘭卡就在距離首都科倫坡50公里處為中國投資者建立了一個佔地150公頃的經濟特區，中國企業在此可享受許多優惠，也開始洽談自由貿易協定。南部城市漢班托塔的工業園區也幾乎交由中國大陸的國企和民企來開發基礎建設，並開發酒店度假村。
2016年，斯里蘭的债务飙升，國家濒临破产。自2019年4月起，斯里兰卡接连遭受恐怖袭击、疫情爆发、能源价格大幅上涨及美元美债收益率上涨的多重打击，成为第一个暴雷的新兴市场国家。至2022年4月未偿政府外债约350億美元，其中70亿美元将于2022年到期。国际货币基金组织于3月表示，其公共債務處於“不可持續的水平”。斯里兰卡政府向國際貨幣基金組織求助，希望就貸款償還重新談判。甚至於2022年4月18日起暫停股票交易5天，望能暫緩斯里蘭卡的經濟危機。但斯里蘭卡總理威克瑞米辛赫在2022年7月5日對國會表示，斯里蘭卡已經破產，而這場斯國前所未見經濟危機帶來的劇痛至少將持續到2023年底。

## 人口及宗教
根據1981年的統計，斯里蘭卡人口約14,850,001人，平均每平方公里有226.3人，主要民族包括僧伽羅族約佔73.8%、泰米爾族佔18%（其中印度移民佔5.1%）和摩爾人佔8.3%。77%屬於上座部佛教徒、15%屬於印度教徒、7.5%屬於穆斯林及基督徒。
| 佛教 | 印度教 | 伊斯蘭教 | 基督教 |
| --- | ------ | -------- | ------ |
| |        |          |        |
| 主要宗教信仰。普通字体的百分比来源于2010年人口普查；斜体字的百分比来源于1981年人口普查，这些地区在1981年后发生的人口流动尚无精确统计。 |        |          |        |

| 僧伽羅族                                                             | 土生泰米爾人 | 斯里兰卡摩爾人 | 印度泰米爾移民 |
| -------------------------------------------------------------------- | ------------ | -------------- | -------------- |
|                                                                      |              |                |                |
| 斯里兰卡的主要民族构成。百分比来源于2001年或1981年（斜体）人口普查。 |              |                |                |

## 文化
世界文化遺產
- 阿怒拉德普勒聖城
- 加勒古城及其堡壘
- 丹布勒金寺
- 聖城康提
- 波隆纳鲁瓦古城
- 錫吉里耶古城

## 延伸阅读
《古代南海地名汇解释》799页楞枷山条
[在维基数据编辑]
 《明史卷三百二十六》，出自《明史》